# Каберла
Ка́берла (эст. Kaberla) — деревня на севере Эстонии в волости Куусалу, уезд Харьюмаа.

## География и описание
Расположена на побережье Балтийского моря, в 20 километрах к востоку от Таллина. Высота над уровнем моря — 47 метров. 
Климат умеренный. Официальный язык — эстонский. Почтовый индекс — 74631.

## Население
По данным переписи населения 2021 года, в Каберла проживал 81 человек, из них 77 (95,1 %) — эстонцы.
Численность населения деревни Каберла по данным переписей населения:
| Год  | 1959 | 1970 | 1979 | 1989 | 2000 | 2011 | 2021 |
| ---- | ---- | ---- | ---- | ---- | ---- | ---- | ---- |
| Чел. | 82   | ↘ 48 | ↘ 41 | ↘ 32 | ↗ 59 | ↗ 90 | ↘ 81 |

## История
Деревня впервые упоминается в Датской поземельной книге 1241 года (Gabriel). Деревенское кладбище XIII—XVII веков (Кабеливяли, эст. Kabeliväli) археологически исследовано в 1955–1966 годах. Найдено 242 относительно хорошо сохранившихся скелета и остатки разрушенных могил. Умерших закапывали на глубину 0,2–1 м головой преимущественно на запад или юго-запад; большинство из них были в деревянных гробах, некоторые из более ранних гробов были сделаны из плитняка. 
Недалеко от деревни находится местность Калеви-Лийва, где в годы Второй мировой войны фашисты и их пособники расстреляли около 6000 человек.

## Комментарии
1. ↑  Эстонские топонимы, оканчивающиеся на -а, не склоняются и не имеют женского рода (исключение — Нарва)[8].